# Ismenia Villalba
Ismenia Villalba   (Pampatar, 18 de setembre de 1929 - Caracas, 19 de setembre de 2009) va ser una política veneçolana i esposa de Jóvito Villalba. Villalba va servir com a diputada tant per a Caracas com per a Nueva Esparta, i va ser la primera dona que va participar com a candidata en una elecció presidencial a Veneçuela.
Va representar a Unió Republicana Democràtica (URD), a un altre grup de partits polítics i als grups independents en les eleccions de 1988, enfrontant-se a l'aleshores candidat per segona vegada, Carlos Andrés Pérez. Va ser la primera candidata per a la presidència de Veneçuela.